# Ysper-Weitental-Rundwanderweg
Der Ysper-Weitental-Rundwanderweg ist ein rund 170 km langer Rundwanderweg im südlichen Waldviertel in Niederösterreich.
Der Wanderweg verbindet Orte wie Nöchling, Bärnkopf, Raxendorf und Leiben. Er kann in knapp 60 Stunden bewältigt werden, was neun Tagesetappen entspricht. Dabei überwindet er 4.365 Höhenmeter und erreicht seinen höchsten Punkt am Großen Peilstein mit 1061 m ü. A. und im Weinsberger Wald mit 1041 m ü. A.. Eine der Attraktionen ist die Ysperklamm, in welche die Große Ysper von der Hochebene des Waldviertels in das Yspertal einen Höhenunterschied von 300 Meter überwindet. 